# Guardia Urbana (Partido Colorado)
La Guardia Urbana fue una organización paramilitar vinculada al Partido Colorado de Paraguay. Su formación estuvo compuesta inicialmente por excombatientes colorados de la guerra civil paraguaya de 1947, orientados a tareas de contrainsurgencia bajo lineamientos ideológicos asociados a la extrema derecha. Durante la dictadura de Alfredo Stroessner, la organización fue empleada para operaciones específicas que, según algunos análisis, podrían relacionarse con el Plan Cóndor.

## Historia
La Guardia Urbana tuvo su origen en la participación de milicianos colorados durante la guerra civil paraguaya de 1947, quienes, tras la finalización del conflicto, ocuparon funciones de control y seguridad en zonas dominadas por el partido. Su estructura estuvo caracterizada por un marcado anticomunismo y prácticas que en la actualidad podrían ser clasificadas dentro de la categoría de terrorismo de Estado.
Posteriormente, sectores extremistas de la Asociación Nacional Republicana integraron de manera formal a estos elementos en una fuerza organizada que operaba como una milicia partidaria, con funciones orientadas a la eliminación de disidencias políticas. La Guardia Urbana recibió apoyo del régimen de Alfredo Stroessner, quien proveyó respaldo legal, armamento y protección política. El cuerpo contaba con asesoría jurídica a través de figuras como Juan Manuel Frutos.
La organización poseía un «Estado Mayor de la Guardia», encargado de la coordinación estratégica en todo el territorio nacional. Sus principales funciones incluían la contrainsurgencia, el espionaje interno, la protección de dirigentes colorados y el fortalecimiento del proceso político que el oficialismo denominaba «revolución», tras el triunfo colorado de 1947.
Un sector de la Guardia Urbana mantenía afinidad con el liderazgo de Natalicio González, realizándose actos en los que participaba el expresidente, lo cual sugiere la continuidad de redes políticas como las del Guión Rojo.
Existe registro audiovisual de un desfile de la Guardia Urbana, efectuado en honor al General Bernardino Caballero, en el que participaron figuras destacadas del coloradismo de la época, con actos realizados en el Panteón Nacional de los Héroes.
La disolución formal de la Guardia Urbana se produjo por orden del propio Alfredo Stroessner, ante la percepción de que la estructura podía constituir un factor de riesgo para la estabilidad del régimen. No obstante, algunas fuentes sostienen que su actividad habría continuado de manera residual hasta la caída de la dictadura en 1989.